# Diana Soviero
Diana Soviero (née le 19 mars 1946 à Jersey City) est une chanteuse lyrique américaine, soprano.
Après avoir étudié a la Juilliard School, elle débute en 1969 sous le nom de Diana Catani-Soviero au Chautauqua Institution (en) dans le rôle de Mimì de La Bohème.
Elle fait ses débuts au New York City Opera en 1973, au Lyric Opera de Chicago en 1979, au San Francisco Opera en 1982, notamment dans les opéras véristes dans des rôles comme ceux de Nedda, Manon Lescaut, Madame Butterfly.

## Discographie
- Récital, Airs véristes, Dir. Joseph Rescigno